# Innovatieplatform
Het Innovatieplatform was een platform van vertegenwoordigers van de Nederlandse kenniseconomie dat innovatie en ondernemerschap in Nederland wilde stimuleren.
Het Innovatieplatform was in 2003 ingesteld door het tweede kabinet Balkenende. Aanleiding voor de oprichting van het platform was de zogenaamde kennisparadox: het aandeel van innovaties in de omzet van bedrijven blijft relatief laag, hoewel Nederland bijzonder goed scoort op het gebied van wetenschappelijk onderzoek. Doel van het platform was dat Nederland internationaal tot de top-5 gaat behoren op het gebied van hoger onderwijs, onderzoek en innovatie.
De inspanningen van het eerste Innovatieplatform hebben onder andere geleid tot een versoepeling van het beleid voor de toegang van buitenlandse kenniswerkers, de invoering van innovatievouchers voor het midden- en kleinbedrijf en de Kennisinvesteringsagenda. Daarnaast werden sleutelgebieden gekozen, gebieden waarin Nederland al sterk is en waarin het nog sterker kan worden mits deze gebieden verder worden ondersteund.
Het platform werd regelmatig van verschillende kanten bekritiseerd, bijvoorbeeld door politici en ondernemers die van mening waren dat de resultaten te beperkt waren. De eerste secretaris van het platform, Frans Nauta, schreef een uitermate kritisch boek over het functioneren van het platform. 
Omdat innovatie, volgens de regering, om een langdurige inspanning vraagt, had ook het vierde kabinet Balkenende in 2007 opnieuw een innovatieplatform opgericht voor de lopende kabinetsperiode.
In juni 2010 is het Innovatieplatform opgeheven.

## Samenstelling
In het Innovatieplatform waren experts uit bedrijfsleven, wetenschap, onderwijs en overheid samengebracht:
- Jan Peter Balkenende (voorzitter)
- Ronald Plasterk
- Maria van der Hoeven
- Hans de Boer
- Piet Borst
- Robbert Dijkgraaf
- Wiebe Draijer
- Suzanne Hulscher
- Gerard Kleisterlee
- Marjan Oudeman
- Alexander Rinnooy Kan
- Feike Sijbesma
- René Smit
- Kees Tetteroo
- Melek Usta
- Bas Verhart
- Claudia Zuiderwijk
- Jan Peter van den Toren
- Frans Nauta (secretaris)